# Dianthus pamiralaicus
Dianthus pamiralaicus är en nejlikväxtart som beskrevs av Igor Alexandrovich Linczevski. Dianthus pamiralaicus ingår i släktet nejlikor, och familjen nejlikväxter. Inga underarter finns listade i Catalogue of Life.